# Mauro Coppini
Mauro Coppini (Genova, 1944) è un giornalista italiano.

## Biografia
Comincia la carriera giornalistica come cronista alla Gazzetta del Popolo di Torino. Verso la fine degli anni Settanta, collabora con Il Giorno per la rubrica motori, pagina che condivide con Mario Poltronieri e Gino Rancati. Successivamente, inizia una collaborazione con il settimanale specialistico Autosprint, curando la seguitissima rubrica L'ingegnere del lunedì. Nel 1978, chiamato da Luca Cordero di Montezemolo, entra in organico FIAT, in qualità di capo ufficio stampa: qui gestisce ogni modello prodotto dalla casa automobilistica torinese. Si ricorda, per il clamore suscitato, il lancio della Fiat Uno avvenuto presso la base aerospaziale di Cape Canaveral negli USA, in occasione del primo lancio dello Space Shuttle. Sotto la guida di Vittorio Ghidella, inoltre, assume l'incarico di assistente con delega alla gestione dei programmi sportivi della FIAT; la delega si estenderà anche alla Ferrari nel 1987. L'anno successivo, dopo l'acquisizione dell'Alfa Romeo da parte della Fiat, ricopre l'incarico di capo della comunicazione della neo costituita società Alfa-Lancia.
Con l'abbandono di Vittorio Ghidella, anche Coppini lascerà la FIAT per arrivare al mensile Quattroruote: nei dieci anni di permanenza, ricoprirà gli incarichi di vicedirettore, condirettore e direttore sino a giugno del 2000. Da Quattroruote passerà alla direzione di Nuvolari, un canale televisivo interamente dedicato al mondo del motorsport, sino al 2011; contemporaneamente, è opinionista Rai per i gran premi di Formula 1. A gennaio 2013 inizia la collaborazione con il sito FormulaPassion.it, di cui ha altresì ricoperto l'incarico di direttore dal gennaio 2014 al febbraio 2023.